# ثرثارة
ثرثارة (الاسم العلمي: Turdoides)، جنس طير من الجواثم وفصيلة البهدليات. أعطانها جميع أنحاء إفريقيا وجنوب آسيا. أنواعها 18.